# تيري دينتون
تيري دينتون (بالإنجليزية: Terry Denton)‏ هو رسام توضيحي أسترالي، ولد في 1950.

## وصلات خارجية
- تيري دينتون على موقع ميوزك برينز (الإنجليزية)